# 人民阵线 (乌克兰)
人民陣線（羅馬化：Narodnyi front）是乌克兰的一个親歐政党，成立于2014年10月26日，由烏克蘭總理阿尔谢尼·亞采紐克及其政治盟友组建。

## 现状
在2014年10月26日举行的第8届乌克兰议会选举中，乌克兰总理亚采纽克领导的人民阵线在政党席位的争夺中以22.14%的得票率位居榜首，赢得64个议席。但因在单席位选区不敌波罗申科联盟，人民阵线最终共夺得82个议席，成为议会第二大党。